# Medialuna (Magdalena)
Medialuna es un centro poblado del departamento del Magdalena, bajo jurisdicción del municipio de Pivijay. Este pintoresco pueblo, situado a orillas del Caño Shiller. En la vía que comunica la cabecera municipal de Pivijay con el municipio de Fundación.

## Toponimia
Fue bautizado con el nombre de Medialuna debido a que en la fecha de fundación la luna presentaba su fase de cuarto creciente. Aunque, también se podría mencionar porque en el sitio donde hoy está la plaza Central habitaba la familia Luna.

## Historia
Fundado el día 19 de marzo de 1777 por un grupo de familias guiadas por un misionero. Antes de esa fecha el caserío existía a una legua de distancia con el nombre de San Carlos, pero debido a la escasez de agua en ese lugar, decidieron seguir en busca del preciado líquido llegando al Puerto Don Alonso.
El 1 de diciembre de 1853, mediante la ordenanza N.º VII, emanada de la Legislatura Provincial del Magdalena, fue elevada a la categoría de Distrito Municipal, la población de Medialuna; tal condición ratificado por el Decreto Legislativo, del dos de octubre de 1866. Luego la Ley N.º 17 del 16 de noviembre de 1869, señala los límites entre los Distritos de Pivijay y Medialuna. La condición de Distrito Municipal, la tuvo esta población, hasta el año 1892, cuando fue anexado como centro poblado al municipio de Pivijay.

## Geografía
Medialuna cuenta con algunas cuencas hidrográficas, esta bañada por el caño shiller y la ciénaga don Alonso al norte de la población, playazo, concepción, además hay quebradas y arroyos que vierten sus aguas a la ciénaga grande que a su vez desagua en el mar Caribe, tales como palmarito, sabaneta, quiebra barro.